# اتحاد (فیلم ۲۰۱۱)
«اتحاد» (انگلیسی: The Union (2011 film)) فیلمی در ژانر مستند به کارگردانی کامرون کرو است که در سال ۲۰۱۱ منتشر شد.

## بازیگران
- برایان ویلسون
- دان واس
- التون جان
- لیون راسل
- نیل یانگ
- استیوی نیکس
- تی بون برنت